# Świat w opałach
Świat w opałach – amerykański serial telewizyjny (komedia), którego twórcami są: Roberto Benabib i Kim Benabib.
12 lutego 2014 roku, HBO zamówiła pierwszy sezon serialu. Serial emitowany od 21 czerwca 2015 roku przez HBO. 22 lipca stacja HBO zamówiła drugi sezon, jednak 28 października niespodziewanie anulowało zamówienie. W Polsce serial emitowany od 21 czerwca 2015 roku przez HBO Polska.

## Fabuła
Serial skupia się na kryzysie geopolitycznym, którego konsekwencje ponoszą sekretarz stanu Walter Larson, pracownik Departamentu Spraw Zagranicznych Alex Talbot i pilot myśliwca marynarki wojennej Zeke Tilson.
Oni jako jedyni mogą uratować świat przed wybuchem III wojny światowej

## Obsada
- Tim Robbins jako Walter Larson, sekretarz stanu[6]
- Jack Black jako Alex Talbot, pracownik Departamentu Spraw Zagranicznych[6]
- Pablo Schreiber jako Zeke Tilson, pilot myśliwca marynarki wojennej[7]
- Aasif Mandvi jako Rafiq Massoud[8]
- Maribeth Monroe jako Kendra Peterson[7]
- Carla Gugino jako Joanne „Jo” Larson, żona sekretarza stanu[9]
- Mimi Kennedy jako Susan Buckley, dyrektor CIA[10]
- Jaimie Alexander jako Gail, oficer[11]
- Geoff Pierson jako Pierce Gray, Sekretarz Obrony Narodowej[7]
- Esai Morales jako Julian Navarro, prezydent[12]
- Eric Ladin jako porucznik Glenn Taylor[13]
- Melanie Chandra jako Fareeda, młodsza siostra Rafiq’a
- Mary Faber jako Ashley
- Meera Syal jako Naeema
- Joey Martin jako kapitan Stephens
- Marshall Manesh jako Rafiq Massoud Sr.

## Odcinki
| Sezon | Sezon | Odcinki | Oryginalna emisja | Oryginalna emisja | Oryginalna emisja | Oryginalna emisja | Oryginalna emisja |
| Sezon | Sezon | Odcinki | Premiera sezonu   | Finał sezonu      | Premiera sezonu   | Finał sezonu      |                   |
| ----- | ----- | ------- | ----------------- | ----------------- | ----------------- | ----------------- | ----------------- |
|       | 1     | 10      | 21 czerwca 2015   | 23 sierpnia 2015  | 21 czerwca 2015   | 23 sierpnia 2015  |                   |

### Sezon 1 (2015)
| Nr | Tytuł                      | Reżyseria       | Scenariusz                                  | Premiera HBO     | Premiera HBO Polska |
| -- | -------------------------- | --------------- | ------------------------------------------- | ---------------- | ------------------- |
| 1  | Pilot                      | Jay Roach       | Roberto Benabib, Kim Benabib                | 21 czerwca 2015  | 21 czerwca 2015     |
| 2  | Half-Cocked                | Tim Robbins     | Roberto Benabib, Kim Benabib                | 28 czerwca 2015  | 28 czerwca 2015     |
| 3  | Baghdad My Ass             | Jon Poll        | Roberto Benabib, Kim Benabib                | 5 lipca 2015     | 5 lipca 2015        |
| 4  | I’ll Never Be Batman       | Michael Lehmann | Dave Holstein                               | 12 lipca 2015    | 12 lipca 2015       |
| 5  | Swim, Shmuley, Swim        | James Muro      | Jack Kukoda                                 | 19 lipca 2015    | 19 lipca 2015       |
| 6  | Tweet Tweet Twee           | Michael Lehmann | Sam Forman                                  | 26 lipca 2015    | 26 lipca 2015       |
| 7  | Sticky Wicket              | Scott Winant    | Aasif Mandvi                                | 2 sierpnia 2015  | 2 sierpnia 2015     |
| 8  | Who’s Grover Cleveland?    | Michael Lehmann | Wes Jones                                   | 9 sierpnia 2015  | 9 sierpnia 2015     |
| 9  | Just a Little Crazy Talk   | Adam Bernstein  | Roberto Benabib, Kim Benabib, Dave Holstein | 16 sierpnia 2015 | 16 sierpnia 2015    |
| 10 | There Will Be Consequences | Michael Lehmann | Roberto Benabib, Kim Benabib, Dave Holstein | 23 sierpnia 2015 | 23 sierpnia 2015    |